# Linurge loriot
Linurgus olivaceus
Genre
Espèce
Statut de conservation UICN

 LC  : Préoccupation mineure
Le Linurge loriot (Linurgus olivaceus) est une espèce de passereaux de la famille des fringillidés.

## Distribution
Cet oiseau est réparti dans quatre poches plus ou moins isolées en Afrique équatoriale de l’ouest et de l’est, correspondant aux quatre sous-espèces.

## Sous-espèces
D'après la classification de référence (version 5.2, 2015) du Congrès ornithologique international, cette espèce est constituée des sous-espèces suivantes (ordre phylogénique) :
- L. o. olivaceus (Fraser, 1843) — ligne du Cameroun (y compris à Bioko) ;
- L. o. prigoginei Schouteden, 1950 — forêts d'altitude du rift Albertin (de l’ouest du lac Idi Amin au nord-ouest du lac Tanganyika) ;
- L. o. elgonensis van Someren, 1918 — est de l’Ouganda (région autour du mont Elgon), sud-est du Soudan (monts Imatong), ouest et centre du Kenya (Hauts Plateaux) ;
- L. o. kilimensis (Reichenow & Neumann, 1895) : tout le sud de la Tanzanie et le nord du Malawi.

## Habitat
le Linurge loriot habite les sous-bois des forêts de montagne mais privilégie les zones ouvertes, les lisières et les clairières, les formations d’arbres rabougris et les fourrés de bambous au-delà de la ligne des arbres.

## Alimentation

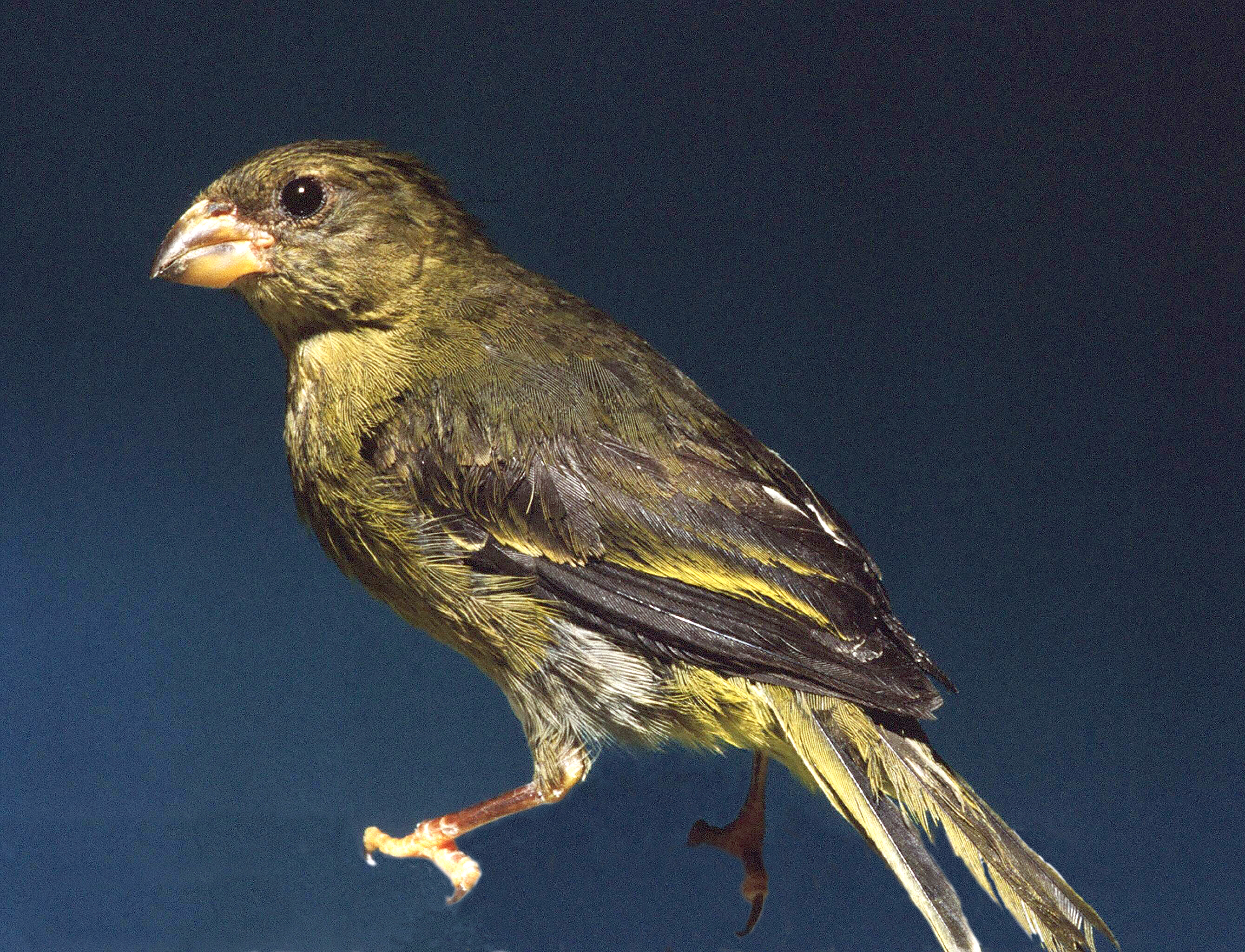
Femelle.

Elle consiste en graines de plantes herbacées (sauvages et cultivées), d’arbres et d’arbustes appartenant surtout aux genres Duranta et Albizzia, et à l’espèce Agantia salicifolia. D’autres plantes ont été rapportées dans la littérature comme des feuilles d’un sédum Sedum sp., des pétales de fleurs, des feuilles et des fruits du cerisier africain Prunus africana et même des morceaux d’algues collectés dans de petites mares.
D’autres plantes ont été recensées, photos à l’appui, par Ottaviani (2011) : une femelle picorant les fleurs d’un arbre de la famille des rubiacées et un mâle consommant des graines d’ortie Urtica sp., urticacée.

## Mœurs
Farouche et très actif, il se tient seul, en couples ou en petits groupes (jusqu’à une quinzaine d’individus) évoluant en lisière de forêt ou se nourrissant dans le sous-bois, dans des buissons bas ou des fourrés de bambou, à mi-hauteur ou même dans la canopée.

## Nidification
Serle & Morel (1988) décrivent le nid comme une coupe peu profonde de mousse, radicelles et duvet, placée à un mètre de hauteur sur un buisson de lisière de forêt. Il contient deux ou trois œufs blancs avec quelques marques brunes ou filaments.